# Järnhanden
Järnhanden (spanska: Mano de hierro) är en spansk thriller- och dramaserie som hade premiär den 15 mars 2024 på strömningstjänsten Netflix. Serien består av 8 avsnitt och är skapad av Lluís Quílez.

## Handling
Serien utspelar sig i Barcelona där Joaquín Manchado styr sitt drogimperium med järnhand.

## Rollista (i urval)
- Eduard Fernández – Joaquín Manchado
- Chino Darín
- Jaime Lorente
- Natalia de Molina
- Sergi López
- Enric Auquer
- Daniel Grao